# Kashima (Saga)
Kashima (鹿島市, Kashima-shi) és una ciutat del sud de la prefectura de Saga, al Japó. Fa frontera amb el mar d'Ariake per l'oest i amb la prefectura de Nagasaki pel sud-oest. L'àrea del sud del municipi conté les muntanyes Tara. El 2015 tenia una població estimada de 30.829 habitants.